# Smaïn Ibrir
Smaïn Ibrir est un footballeur algérien né le 28 mars 1932 à El Biar en Algérie et mort le 7 juillet 2021 à Alger.

## Biographie
Issu d'une famille sportive, Smaïn Ibrir est le frère cadet du gardien de but international Abderrahman Ibrir.
Il arrive au Havre AC, en 1956. Le club évolue alors en seconde division, il joue alors dix matchs avec l'équipe principale du Havre. Le club se classera 8e cette saison-là. La saison suivante, il jouera deux matchs seulement avec l'équipe du Havre, avant de s'envoler pour Tunis et ainsi rejoindre en 1960 l'équipe du FLN. Cette dernière représente le Front de libération nationale, mouvement luttant pour l'indépendance de l'Algérie. Cette équipe non reconnue par les instances internationales du football, a joué de nombreux matchs amicaux durant quatre ans.
Dès l'indépendance de l'Algérie en 1962, il se convertit en entraîneur dans des petits clubs algériens. Il finit par quitter le monde du football en 1976.
Smaïn Ibrir est décédé le 7 juillet 2021, à l’âge de 89 ans.

## Statistiques détaillées par saison
| Club           | Saison         | Championnat | Championnat | Coupe | Coupe | Total | Total |
| Club           | Saison         | App         | Buts        | App   | Buts  | App   | Buts  |
| -------------- | -------------- | ----------- | ----------- | ----- | ----- | ----- | ----- |
| Le Havre       | D2 1956-57     | 10          | 0           | 0     | 0     | 10    | 0     |
| Le Havre       | D2 1957-58     | 2           | 0           | 0     | 0     | 2     | 0     |
| Total Carrière | Total Carrière | 12          | 0           | 0     | 0     | 12    | 0     |

## Palmarès
- Vainqueur du Championnat de France de deuxième division 1957-1958.